# Tenis ziemny na Igrzyskach Śródziemnomorskich 2013
Tenis ziemny na Igrzyskach Śródziemnomorskich 2013 – turniej tenisowy, który był rozgrywany w dniach 24–29 czerwca 2013 roku podczas igrzysk w Mersinie. Zawodnicy zmagali się na obiektach 3000 Kişilik Yeni Tesis. Tenisiści rywalizowali w czterech konkurencjach: singlu i deblu mężczyzn oraz kobiet.

## Medaliści
| Konkurencja     | Złoty medal                  | Srebrny medal                         | Brązowy medal                          |
| singel kobiet   | Çağla Büyükakçay             | Sara Sorribes Tormo                   | Federica Di Sarra                      |
| singel mężczyzn | Blaž Rola                    | Marsel İlhan                          | Malik al-Dżaziri                       |
| debel kobiet    | Çağla Büyükakçay Pemra Özgen | Federica Di Sarra Anastasia Grymalska | Nur Abbas Uns Dżabir                   |
| debel mężczyzn  | Blaž Rola Tomislav Ternar    | Muhammad Hajsam Abid Malik al-Dżaziri | Albert Alcaraz Ivorra David Pérez Sanz |

### Tabela medalowa
| Miejsce | Państwo   | Złoto | Srebro | Brąz | Razem |
| ------- | --------- | ----- | ------ | ---- | ----- |
| 1       | Turcja    | 2     | 1      | 0    | 3     |
| 2       | Słowenia  | 2     | 0      | 0    | 2     |
| 3       | Tunezja   | 0     | 1      | 2    | 3     |
| 4       | Włochy    | 0     | 1      | 1    | 2     |
| 4       | Hiszpania | 0     | 1      | 1    | 2     |
|         | Razem     | 4     | 4      | 4    | 12    |